# Maltesische Badmintonmeisterschaft 1981
Die Maltesische Badmintonmeisterschaft 1981 fand im Frühjahr 1981 statt. Es war die 22. Austragung der nationalen Meisterschaften von Malta im Badminton.	

## Finalresultate
| Disziplin    | Sieger                          | Finalist                     | Ergebnis     |
| ------------ | ------------------------------- | ---------------------------- | ------------ |
| Herreneinzel | John Massa                      | Vincent Curmi                | 15-4, 18-16  |
| Dameneinzel  | Marcelle Micallef               | Joyce Abdilla                | 11-7, 12-11  |
| Herrendoppel | Vincent Curmi Kenneth Wain      | Godwin Grech John Massa      | 17-15, 15-12 |
| Damendoppel  | Joyce Abdilla Marcelle Micallef | Louise Manduca Carmen Worley | 15-0, 15-6   |
| Mixed        | Godwin Grech Marcelle Micallef  | Amato Louise Manduca         | 15-11, 15-2  |